# Contea di Clarke (Georgia)
La contea di Clarke (in inglese Clarke County) è una contea dello Stato USA della Georgia. Il nome le è stato dato in onore all'eroe della guerra d'indipendenza americana Elijah Clarke. Al censimento del 2000 la popolazione era di 101 489 abitanti. Il capoluogo della contea è Athens.

## Geografia fisica
Lo United States Census Bureau certifica che l'estensione della contea è di 314 km², di cui 313 km² composti da terra e i rimanenti 1 km² composti di acqua.

### Contee confinanti
- Contea di Madison, Georgia - nord-est
- Contea di Oglethorpe, Georgia - est
- Contea di Oconee, Georgia - ovest
- Contea di Barrow, Georgia - ovest
- Contea di Jackson, Georgia - nord-ovest

## Infrastrutture e trasporti

### Strade
- U.S. Route 29
- U.S. Route 78
- U.S. Route 78 Business
- U.S. Route 129
- U.S. Route 441
- State Route 8
- State Route 10
- State Route 10 Loop/State Route 422
- State Route 15
- State Route 15 Alternate
- State Route 72

## Storia
La Contea di Clarke venne istituita il 5 dicembre 1801.

## Maggiori città
- Athens
- Winterville
- Bogart